# Google Reader
Google Reader war ein Feedreader-Onlinedienst des Unternehmens Google Inc. Er fasste Meldungen gewünschter Onlinemedien unter einer Oberfläche zusammen, sodass für jeden Nutzer ein personalisiertes Nachrichtenportal entstand. Google Reader wurde im Oktober 2005 als Teil der Google Labs erstmals veröffentlicht und wurde Anfang Juli 2013 eingestellt.

## Geschichte
Im Jahr 2001 erstellte der Softwareentwickler Chris Wetherell ein Programm namens JavaCollect, das Nachrichten unterschiedlicher Quellen auf einer Seite zusammenstellte. Nach seiner Anstellung bei Google Inc. begann er dort die Entwicklung eines ähnlichen Projekts, das im Oktober 2005 unter der Bezeichnung Google Reader in den Google Labs veröffentlicht wurde.
Von Beginn an basierte das Konzept der Software darauf, die Inhalte von Online-Medien über RSS- oder Atom-Web-Feeds zu syndizieren. Etwa ein Jahr nach Freigabe der ersten Version kündigte Google ein umfassendes Update für den Google Reader an, das insbesondere eine neu gestaltete Oberfläche beinhaltete. Seitdem war es möglich, auf einen Blick alle wichtigen Nachrichten zu lesen und sie beispielsweise in (Unter-)Ordnern abzulegen.
Seit Januar 2007 unterstützte Google Reader die Integration von Videos. Es konnten sowohl Inhalte der hauseigenen Plattform YouTube, als auch aus dritten Quellen wie Vimeo oder Myspace eingebunden werden. Bis zum Jahr 2010 wurden die Multimedia-Fähigkeiten so weit ausgebaut, dass sich Nutzer im Stil einer Bildergalerie durch Nachrichten bewegen konnten. Die entsprechende Funktion wurde später als Google Reader Play bezeichnet.
Im November 2011 wurde die Optik des Google Reader erneut angepasst. Die Entwickler orientierten sich am sozialen Netzwerk Google+, sodass der Dienst insgesamt moderner wirken sollte. Allerdings wurde im Zuge dieser Aktualisierung die Funktion entfernt, Nachrichten an andere Nutzer zu empfehlen, was stark kritisiert wurde. An diese Stelle trat das +1, wie in allen anderen Google-Diensten auch.
Mitte März 2013 gaben die Entwickler bekannt, den Google Reader zum 1. Juli 2013 einzustellen. Als Grund wurde die mangelnde Akzeptanz des Dienstes genannt, außerdem wolle sich Google Inc. grundsätzlich auf weniger Produkte konzentrieren. Nutzer wurden aufgefordert, ihre Daten aus Google Reader mit Hilfe von Google Takeout zu exportieren. Die Einstellung des Angebots wurde heftig kritisiert, verärgerte Nutzer haben Petitionen für eine Fortführung des Betriebs gestartet.

## Funktionen
Google Reader besaß eine Startseite, auf der alle Meldungen der abonnierten Medien dargestellt wurden. Es bestand die Wahl zwischen einer Listenansicht und der erweiterten Ansicht mit kurzer Beschreibung des jeweiligen Artikels. In der erweiterten Ansicht konnten Artikel bei Berührung mit dem Mauszeiger automatisch als gelesen markiert werden. Neben der Bedienung per Maus unterstützte Google Reader zahlreiche Tastenkürzel für die wichtigsten Funktionen.
Die Nutzung des Angebots war gebührenfrei, Voraussetzung war jedoch ein Google-Konto.

### Organisation
Das Hinzufügen von Feeds war entweder durch direkte Eingabe der URL, der Feed-Suche im Google Reader oder der Integration in Mozilla Firefox möglich. Die verschiedenen Abos konnten mit „Labeln“ versehen werden. Außerdem war es möglich, einzelne Einträge hervorzuheben. Mit Hilfe von Gears konnten Nachrichten lokal gesichert werden, sodass ein Zugriff auch ohne aktive Internetverbindung möglich war. Die Aktualisierung und Synchronisation von Feeds erfolgte beim nächsten Besuch des Dienstes automatisch.

### Schnittstellen
Google Reader konnte eine Liste der abonnierten Feeds im OPML-Format im- und exportieren. Einzelne Nachrichten konnten mit anderen Internetnutzern geteilt oder per E-Mail versandt werden. Außerdem war es möglich, die geteilten Einträge auf einer dritten Website einzubinden, wo sie von anderen abonniert werden konnten.

### Anwendungen
Eine mobile Oberfläche erschien am 18. Mai 2006 für Google Reader. Außerdem bestand die Möglichkeit, Einträge aus Google Listen beziehungsweise der entsprechenden Android-Anwendung zu synchronisieren. Am 4. Mai 2006 veröffentlichte Google ein „Google-Gadget“, mit dessen Hilfe der Google Reader in iGoogle integriert wurde.